# Sitio de San Mateo
El sitio de San Mateo fue un asedio de la guerra de Sucesión Española.

## Antecedentes
Previendo la muerte de Carlos II de España sin descendencia, las principales potencias europeas propusieron como heredero de la Corona española al príncipe elector de Baviera, con el consiguiente reparto de posesiones españolas. Sin embargo este falleció y Carlos II termina eligiendo a Felipe de Anjou como sucesor antes de morir en 1700. Austria, Inglaterra y las Provincias Unidas reclaman los derechos de archiduque Carlos y comienzan las hostilidades.
Tomado Gibraltar por los ingleses, en agosto de 1705 el archiduque embarca en Lisboa dirección al Mediterráneo. Para en Altea donde es proclamado rey. La revuelta valenciana de los maulets se extiende liderada por Juan Bautista Basset. Mientras tanto, alentadas constantemente por el príncipe Jorge de Darmstadt, guerrillas armadas impiden el paso a los borbónicos en Vich y en la batalla de Montjuic capturan la fortaleza, que sería fortificada y usada para bombardear la ciudad de Barcelona que, rodeada de las tropas austracistas, capitula el 9 de octubre de 1705. El 22 de octubre entra en Barcelona el archiduque Carlos, que 7 de noviembre jura las Constituciones catalanas, como Carlos III. A finales de año, el archiduque ya controla la mayor parte de Cataluña y del Reino de Valencia.

## El asedio
Felipe refuerza las tropas con las que cuenta el Reino de Valencia con un cuerpo auxiliar comandado por el conde de las Torres de Alcorrín. Sin experiencia en mando, el conde, en lugar de intentar levantar el sitio de Peñíscola, fiel a Felipe V gracias a la tenacidad del gobernador Sancho de Echevarría y asediada por el general Jones, sitió San Mateo, que no hubiera podido conservar después por no tener la cobertura de más fortificaciones que las antiguas murallas y estar demasiado cerca de una Cataluña completamente ocupada por los ejércitos austracistas.
El sitio comenzó el 28 de diciembre de 1705. Aunque los atacantes disponían de 4000 hombres y 3000 caballos, y los defensores solo era una guarnición de 500 hombres, lord Peterborough usó el engaño, enviando 200 jinetes al rescate, y usando mensajes falsos que hicieron creer al conde de las Torres que los atacantes eran una fuerza mucho mayor, así, creyendo que se acercaba Peterborough, generalísimo de las tropas inglesas, levantó precipitadamente el asedio el 9 de enero de 1706 causando destrozos e incendios en los edificios.

## Consecuencias
Con sus 4000 hombres, el conde de las Torres de Alcorrín se dirige a acosar Valencia y sitiar Játiva con artillería proveniente de Alicante. Peterborough conoce las fuerzas y las intercepta antes de llegar a la ciudad. La ofensiva aliada para ocupar las áreas fieles al archiduque continúa y el castillo de Alicante aguanta hasta el 1706.